# Маринівська сільська рада (Доманівський район)
Ма́ринівська сільська́ ра́да — колишній орган місцевого самоврядування в Доманівському районі Миколаївської області. Адміністративний центр — село Маринівка.

## Загальні відомості
- Територія ради: 142,754 км²
- Населення ради: 3 052 особи (станом на 2001 рік)
- Територією ради протікає річка Бакшала.

## Населені пункти
Сільській раді підпорядковані населені пункти:
- с. Маринівка
- с. Антонівка
- с. Воля
- с. Довжанка
- с. Довженки

## Склад ради
Рада складалася з 18 депутатів та голови.
- Голова ради: Бройченко Володимир Миколайович

### Керівний склад попередніх скликань
| Прізвище, ім'я, по батькові     | Основні відомості                                                                             | Дата обрання | Дата звільнення |
| ------------------------------- | --------------------------------------------------------------------------------------------- | ------------ | --------------- |
| Лобун Тетяна Анатоліївна        | Сільський голова, 1955 року народження, член Соціал-демократичної партії України (об'єднаної) | 26.03.2006   | 31.10.2010      |
| Бройченко Володимир Миколайович | Сільський голова, позапартійний, одноосібник, господар                                        | 01.11.2010   |                 |

Примітка: таблиця складена за даними сайту Верховної Ради України